# Rudolf Schenk zu Schweinsberg
Rudolf Schenk zu Schweinsberg (* um 1490; † 15. Dezember 1551 in Kassel) war ein hessischer Adliger, Landvogt an der Werra, Statthalter zu Kassel und landgräflicher Rat.

## Herkunft
Rudolf war der älteste Sohn des 1524 verstorbenen Gunthram Schenk zu Schweinsberg auf Hermannstein († 1524), erblicher Burgmann der Reichsburg Friedberg, und der Elisabeth von Plettenberg. Seine Großeltern väterlicherseits waren der hessische Marschall und Ritter vom Heiligen Grab Johann Schenk zu Schweinsberg (1460–1506) und dessen Frau Margaretha von Schlitz gen. von Görtz. Mütterlicherseits waren es Berthold III. von Plettenberg und Irmgard von Nesselrode.

## Leben
Rudolf studierte 1505 an der Universität Erfurt, wurde 1514 ebenfalls Burgmann der Reichsburg Friedberg, und war 1518 unter den Verteidigern der von Franz von Sickingen belagerten Stadt Darmstadt. 1527 war er einer der Vertreter der hessischen Ritterschaft, die den von Landgraf Philipp mit den Landständen vereinbarten Vertrag über die Säkularisation der Klöster besiegelten.
1530 wurde er Rat des Landgrafen und begleitete diesen zum Augsburger Reichstag. Danach war er hessischer Gesandter bei fast allen politischen Verhandlungen und auf den Reichstagen. Von besonderer Bedeutung waren dabei die Verhandlungen des Schmalkaldischen Bunds. Im Oktober 1534 waren es Rudolf Schenk zu Schweinsberg und Philipps Kanzler Johann Feige, die im Auftrag und Namen des Landgrafen vor König Ferdinand I. wegen der Eroberung Württembergs Fußfall und Abbitte leisteten und damit das Verhältnis Philipps zum König bereinigten. 1537 wurde er hessischer Landvogt an der Werra mit Amtssitz im Schloss Eschwege. 1543 und in den folgenden Jahren ernannte ihn Landgraf Philipp regelmäßig während seiner Abwesenheit zum Statthalter in Kassel. Nach dem Regierungsantritt des sächsischen Herzogs Moritz, seit Januar 1541 Philipps Schwiegersohn, in Dresden im August 1541 stellte der Landgraf diesem seine Räte Rudolf Schenk zu Schweinsberg, Hermann von Hundelshausen und Heinrich Lersner als Berater zur Verfügung, die daher in der Folge häufig zwischen dem hessischen und dem sächsischen Hof hin und her reisten.
Als Landgraf Philipp im Juni 1547 nach Halle reiste, um sich Kaiser Karl V. zu unterwerfen, wurde Rudolf Schenk zu Schweinsberg – gemeinsam mit dem Kanzler Heinrich Lersner und den Räten Simon Bing und Wilhelm von Schachten – Mitglied des landgräflich-hessischen Regentschaftsrates, der Philipps jungem Sohn Wilhelm IV. und seiner Mutter Christine von Sachsen (1505–1549) während der 5-jährigen kaiserlichen Gefangenschaft Philipps 1547–1552 bei der Verwaltung der Landgrafschaft beistand. In diesem Amt starb er am 15. Dezember 1551 in Kassel.

## Ehe und Nachkommen
Rudolf Schenk zu Schweinsberg heiratete am 14. Juni 1524 Helena von Dörnberg (* 1502; † August 1544), Tochter von Wilhelm von Dörnberg and Margarethe von Carben. Sie starb am 3. August 1544 im Kindbett; Landgraf Philipp schrieb dem Witwer drei Tage später einen Trostbrief. Der Ehe entsprangen zwölf Kinder.